# Баиз
Баи́з (фр. Baïse, окс. Baïsa) — река на юго-западе Франции, левый приток Гаронны. Исток на северных склонах Пиренеев около города Ланнемезан, впадает в Гаронну чуть выше города Эгийон.
Длина 188 км, площадь бассейна 2910 км², средний расход воды — 5 м³/с. Протекает по территории трёх департаментов, на реке стоит несколько городов:
- Департамент Верхние Пиренеи — Ланнемезан, Три-сюр-Баиз.
- Департамент Жер — Миранд, Валанс-сюр-Баиз, Кондом.
- Департамент Ло и Гаронна — Нерак, Лавардак.

Крупнейший приток — Желиз (Gélise).